# Generalens datter
Generalens datter (eng: The General's Daughter) er en amerikansk dramafilm fra 1999 instrueret af Simon West og med John Travolta, Madeleine Stowe, James Cromwell, Timothy Hutton, James Woods og Leslie Stefanson i hovedrollerne. Filmen er baseret på romanen af samme navn af Nelson DeMille.

## Medvirkende
- John Travolta – Paul Brenner
- Madeleine Stowe – Sara Sunhill
- James Cromwell – Joseph Campbell
- Timothy Hutton – William Kent
- Leslie Stefanson – Elisabeth Campbell
- Daniel von Bargen – Politichef Yardley
- Clarence Williams III – George Fowler
- James Woods – Robert Moore
- Mark Boone Jr. – Dalbert Elkins
- John Beasley – Dr. Donald Slesinger

## Ekstern henvisning
- Generalens datter på Internet Movie Database (engelsk)
- Generalens datter på Filmdatabasen
- Generalens datter på Scope
- Generalens datter i Svensk Filmdatabas (svensk)
- Generalens datter på AlloCiné (fransk)
- Generalens datter på MovieMeter (nederlandsk)
- Generalens datter på AllMovie (engelsk)
- Generalens datter hos American Film Institute (engelsk)
- Generalens datter på Turner Classic Movies (engelsk)
- Generalens datter på The Movie Database (engelsk)